# Chadschidsürengiin Bolormaa

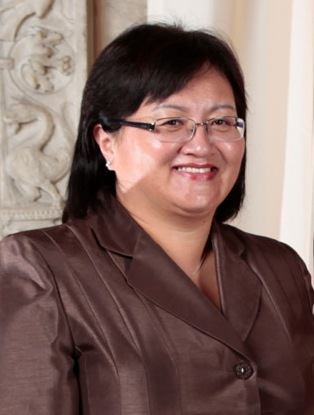
Chadschidsürengiin Bolormaa

Chadschidsüren Bolormaa oder Chadschidsürengiin Bolormaa (* 18. Januar 1965 in Ulaanbaatar) ist eine mongolische Mineralogie-Ingenieurin sowie eine Anwältin für Gesundheitsfürsorge und Kinderrechte. Bolormaa ist die Ehefrau des von 2009 bis 2017 amtierenden Präsidenten der Mongolei Tsachiagiin Elbegdordsch und war in jener Zeit First Lady des Landes. Im Jahr 2006 gründete Bolormaa die „Bolor-Stiftung“, die sich um Waisenkinder in der Mongolei kümmert.